# Sun Belt

En rouge, la Sun Belt.

Population des principaux États des États-Unis, en millions d'habitants.

La Sun Belt (« Ceinture du Soleil » en français)  regroupe les États du sud et de l’ouest des États-Unis. Cette région se distingue par son climat ensoleillé, sa qualité de vie attractive et son fort dynamisme économique. 
La Sun Belt attire les flux migratoires internes (du nord-est, phénomène d'héliotropisme) et externes (Mexicains). La population hispanique est très représentée dans ces régions et augmente plus vite que les autres groupes ethniques. 
Différents types de climat existent à l'intérieur de la Sun Belt : désertique (aride) et steppique (semi-aride) (Arizona, Californie, Nevada, Nouveau-Mexique et Texas), méditerranéen (Californie) et subtropical humide (Texas, Louisiane, Mississippi, Alabama, Floride, Géorgie, Caroline du Nord et Caroline du Sud). Les déserts nord-américains, dont les fameux désert des Mojaves et désert de Sonora, représentent la partie la plus ensoleillée de la Sun Belt et des États-Unis.
Les ressources naturelles y sont les hydrocarbures (États de Californie, Texas et Louisiane), et les minerais dans les montagnes Rocheuses. Elle accueille également de nombreux parcs naturels nationaux et constitue une destination touristique appréciée. Les productions agricoles sont fournies par de grandes exploitations souvent intensives : fruits et légumes, coton, canne à sucre et fourrage pour l’élevage. L’État emblématique de la Sun Belt est la Californie.
Sous ces caractéristiques communes se cachent des disparités importantes entre les États. Les principaux pôles démographiques et économiques sont la Californie (San Francisco et Los Angeles), le Texas (Dallas et Houston), la Louisiane, la Géorgie (Atlanta) et la Floride (Miami).
La définition la plus large de la Sun Belt regroupe environ 140 millions d'Américains. Elle est souvent opposée à la Rust Belt. 

## Géographie

### Géographie physique

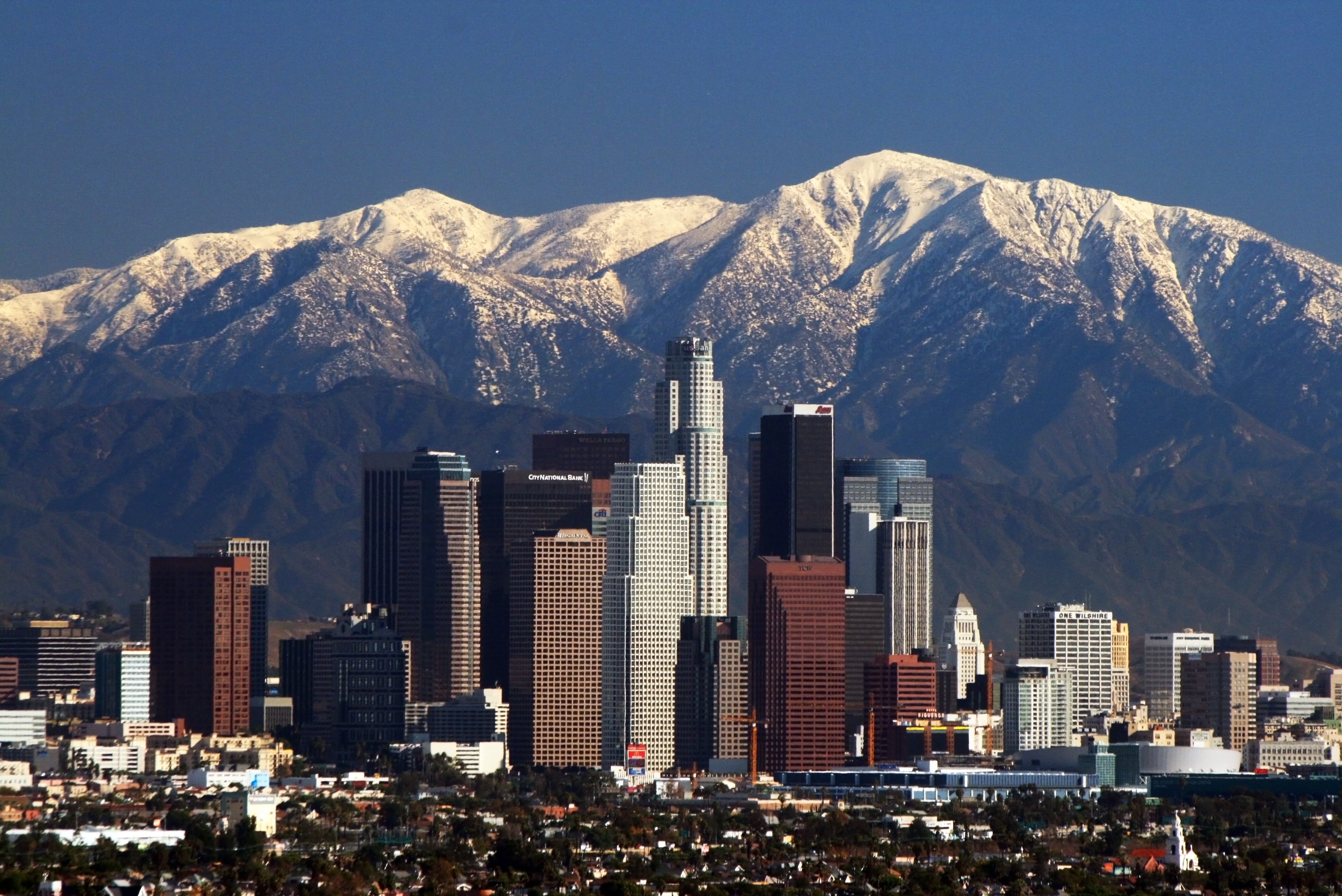
Los Angeles se trouve à proximité de la montagne, du désert et de l'océan Pacifique.

La Sun Belt est composée de régions naturelles très variées : 
- Relief
  - Les plaines sont situées à proximité des littoraux du Pacifique et du golfe du Mexique.
  - La région est concernée par les hautes altitudes dans les montagnes Rocheuses et le Grand Bassin.
  - Le sommet le plus élevé est le mont Whitney (4 421 m.) dans la Sierra Nevada.
  - Le point le plus bas est la Vallée de la Mort (−85 m) en Californie, située dans le désert des Mojaves.
  - Le plateau du Colorado est entaillé par le Grand Canyon.
- Fleuves
  - Colorado (fleuve)
  - Mississippi (fleuve)
- Climat

La Sun Belt est caractérisée par des climats ensoleillés et généralement chauds, mais ce n'est pas une règle absolue. Il neige en hiver dans les monts de la Sierra Nevada et des Rocheuses. Plusieurs déserts occupent le sud-ouest de la région (désert de Sonora, désert des Mojaves et sa célèbre Vallée de la Mort). Le climat n'y est pas uniforme sur l'ensemble de la Sun Belt : l'est est humide et demeure bien moins ensoleillé que l'ouest, qui est sec voire aride dans sa grande majorité. Les seuls points communs à tous ces climats sont la douceur, l'ensoleillement et la faible importance de l'hiver sauf en montagne. Les étés y sont presque partout prolongés et très chauds, surtout dans les déserts où ces derniers deviennent même ardents. L'aridité et les besoins en eau des grandes villes affectent le régime des fleuves.

### Principales agglomérations
- Los Angeles
- San Francisco
- Houston
- Dallas
- Miami
- Las Vegas
- Atlanta
- Phoenix

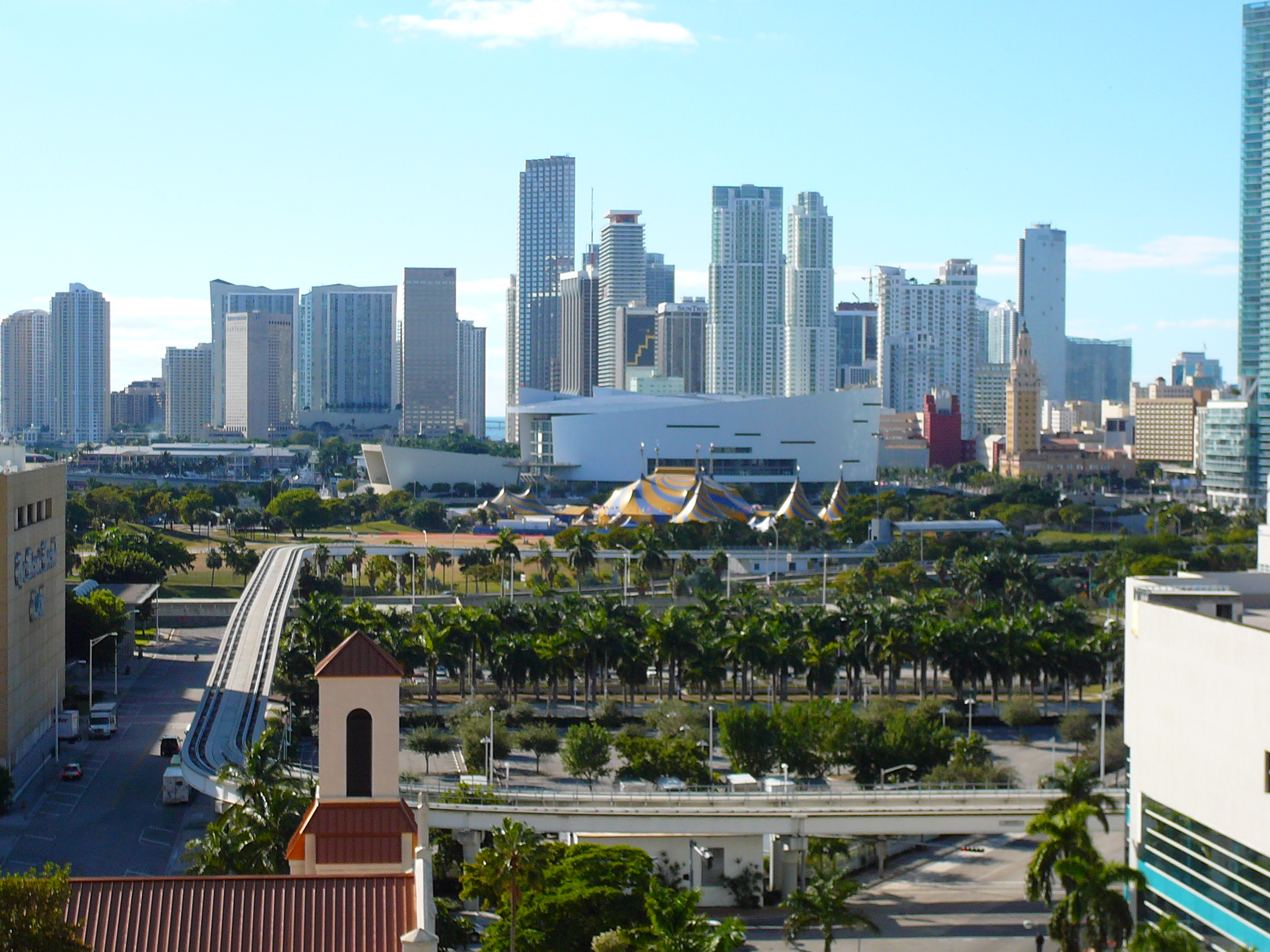
Miami.

Les aires métropolitaines de la Sun Belt se caractérisent par une forte augmentation de leur population : entre juillet 2006 et juillet 2007, la population de Dallas-Fort Worth a augmenté de 162 000 habitants, ce qui représente le record du pays. Elle est suivie, dans le classement, d'Atlanta (151 000), Phoenix (132 000), Houston,  Riverside, Charlotte, Austin, Las Vegas et San Antonio. Parmi ces agglomérations, seule Chicago ne se trouve pas dans le sud des États-Unis et quatre d'entre elles se situent au Texas (Dallas-Fort Worth, Houston, Austin et San Antonio). Les communes ayant connu la plus forte croissance en pourcentage entre juillet 2006 et juillet 2007 sont Palm Coast (Floride) (+7,2 %), St. George (Utah), Raleigh (Caroline du Nord), Gainesville (Géorgie) et Austin, qui sont toutes dans la Sun Belt. La Nouvelle-Orléans, qui avait perdu 290 000 habitants à la suite du cyclone Katrina, a regagné 40 000 habitants en 2006-2007. Les villes de la Sun Belt attirent par leur climat chaud et ensoleillé, leur dynamisme économique et un coût du logement relativement abordable.

## Économie

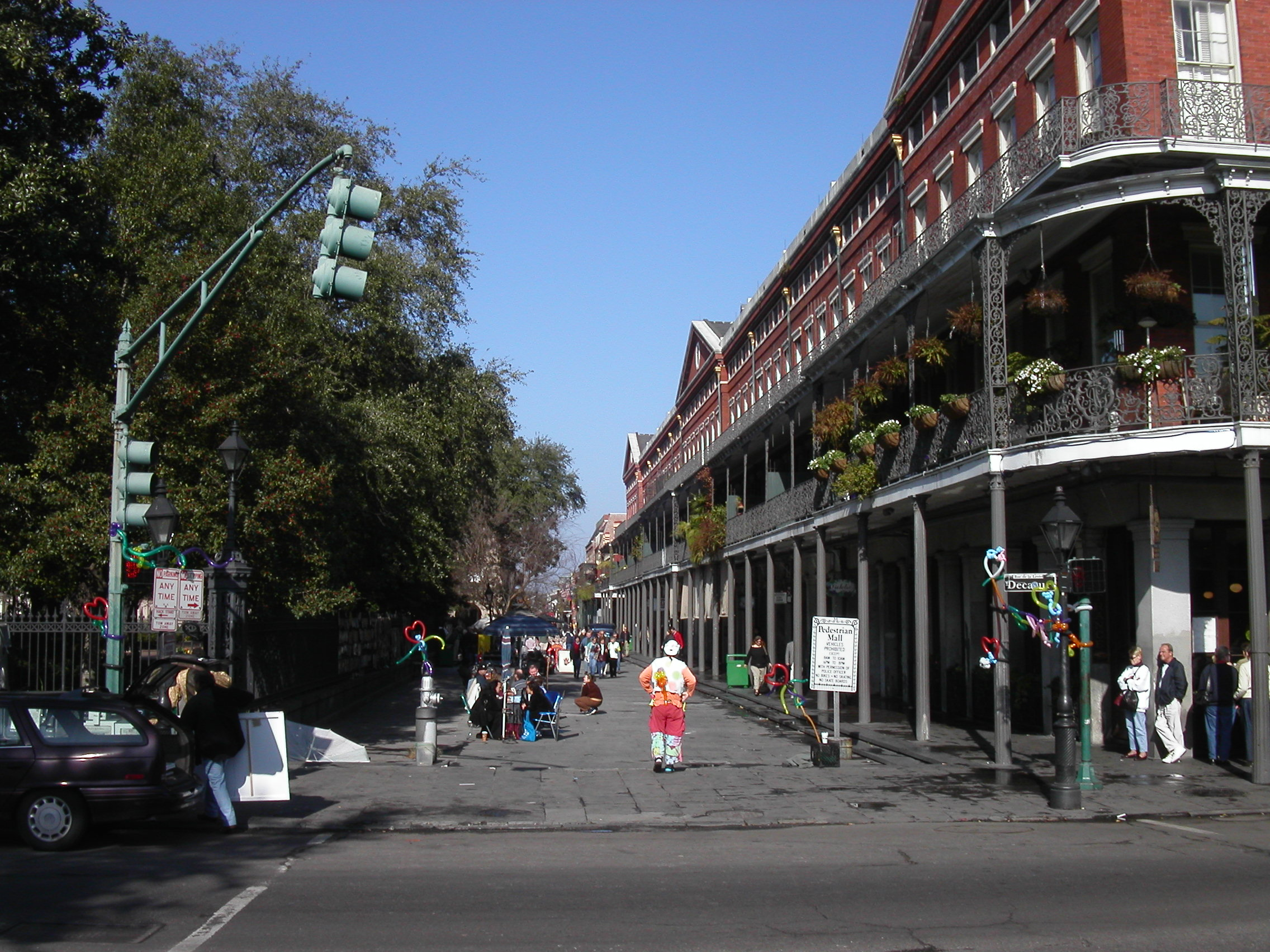
Rue touristique à La Nouvelle-Orléans.

### Secteur primaire

#### Agriculture et pêche
Les climats ensoleillés de la Sun Belt permettent les cultures de type méditerranéen (Californie) et tropical (Floride). L'irrigation est souvent indispensable (en particulier à l'ouest du 100e méridien) et exige alors d'importants investissements.

#### Mines et énergie
Au XIXe siècle, l'or a encouragé le peuplement de la Californie. Le pétrole a longtemps fait la prospérité du Texas et de la Californie. La production d'électricité provient des barrages (Colorado). Les énergies renouvelables connaissent un essor remarquable, surtout en Californie.

### Secteur secondaire

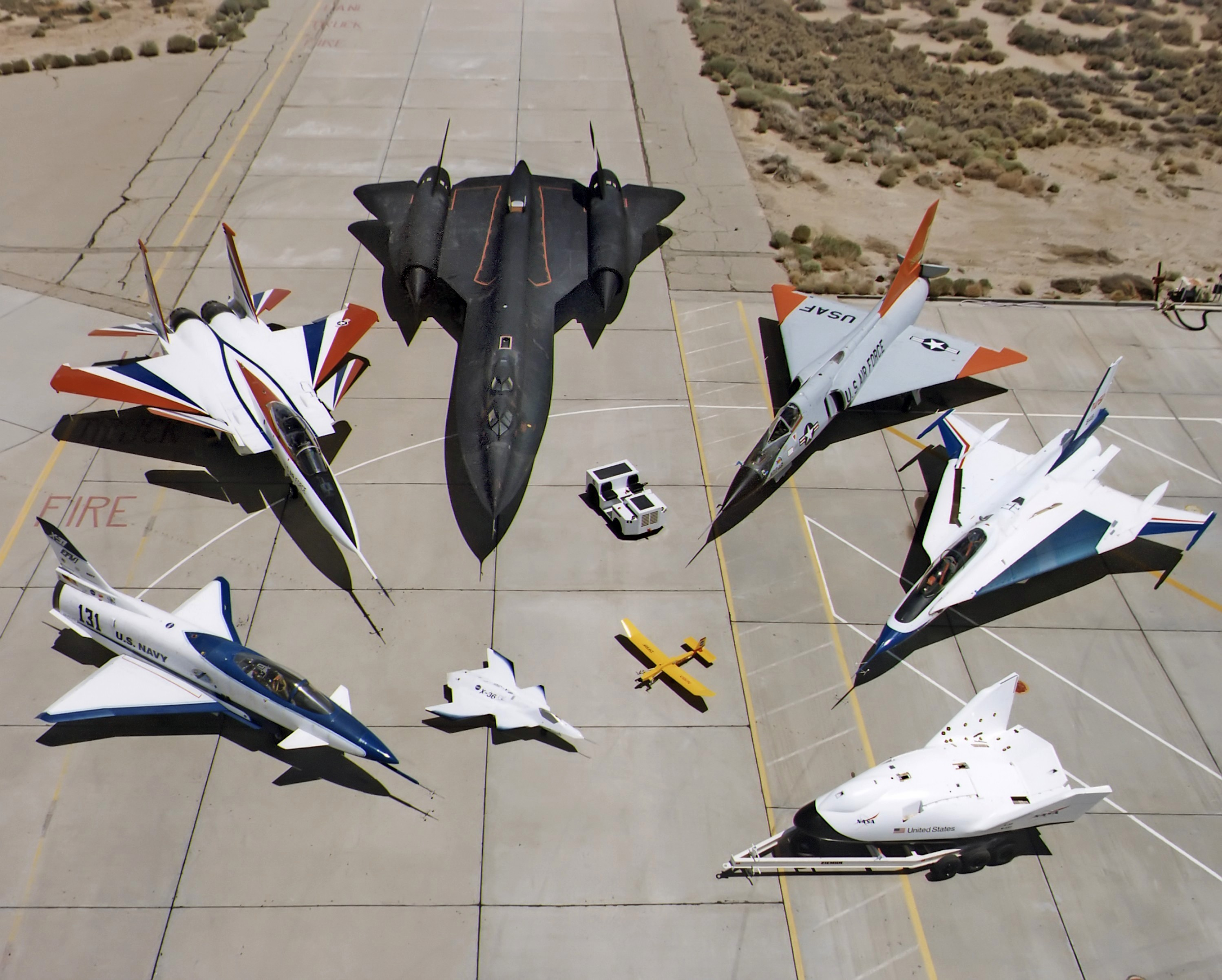
Les travaux de recherche dans le domaine de l'aéronautique sont du ressort de la NASA, bien implantée en Californie, au Texas et en Floride.

La Sun Belt se caractérise par un développement industriel récent, fondé en grande partie sur les nouvelles technologies. Les deux principaux États industriels sont la Californie et le Texas. Des foyers secondaires existent dans les métropoles telles que Seattle ou Atlanta, ainsi que le long des principaux axes de transport.
Les industries lourdes sont présentes à cause des gisements de pétrole et des foyers de population : les raffineries se concentrent dans les sites de baies du Pacifique (San Francisco, Los Angeles) et le long du golfe du Mexique. La Louisiane est un centre industriel important en raison du delta du Mississippi. Bien que la plupart des usines se trouvent dans le nord-est du pays, on trouve plusieurs unités de production localisées dans les métropoles. Les industries agroalimentaires sont omniprésentes : jus de fruit en Floride, conserveries sur les côtes du golfe du Mexique, etc.
Mais la Sun Belt est surtout connue pour le dynamisme de ses industries de pointe : l'aéronautique et l'astronautique sont présentes en Californie et au Texas. Le nombre de technopôles est important, au premier rang desquels figure la Silicon Valley, au sud de San Francisco, où sont installés les sièges sociaux de Google, Intel, Hewlett-Packard, Adobe, Apple, eBay, etc. Au Texas, on trouve aussi de nombreux parcs et entreprises technologiques comme Texas Instruments à Dallas. La NASA a ses centres de décision en Californie, au Texas (Houston) et en Floride (Cap Kennedy).

### Secteur tertiaire
La Sun Belt est une des toutes premières destinations du monde pour le tourisme. Elle concentre des ports actifs et dynamiques : Long Beach (Los Angeles, Californie), Corpus Christi (Texas), Tampa (Floride), etc. Les côtes californiennes et du golfe du Mexique sont des interfaces ouvertes sur les partenaires de l'ALENA (Canada et Mexique) ainsi que sur le reste du monde.